# Larra, Haute-Garonne
Larra är en kommun i departementet Haute-Garonne i regionen Occitanien i södra Frankrike. Kommunen ligger i kantonen Grenade som tillhör arrondissementet Toulouse. År 2022 hade Larra 2 249 invånare.

## Befolkningsutveckling
Antalet invånare i kommunen Larra
Referens:INSEE

## Monument

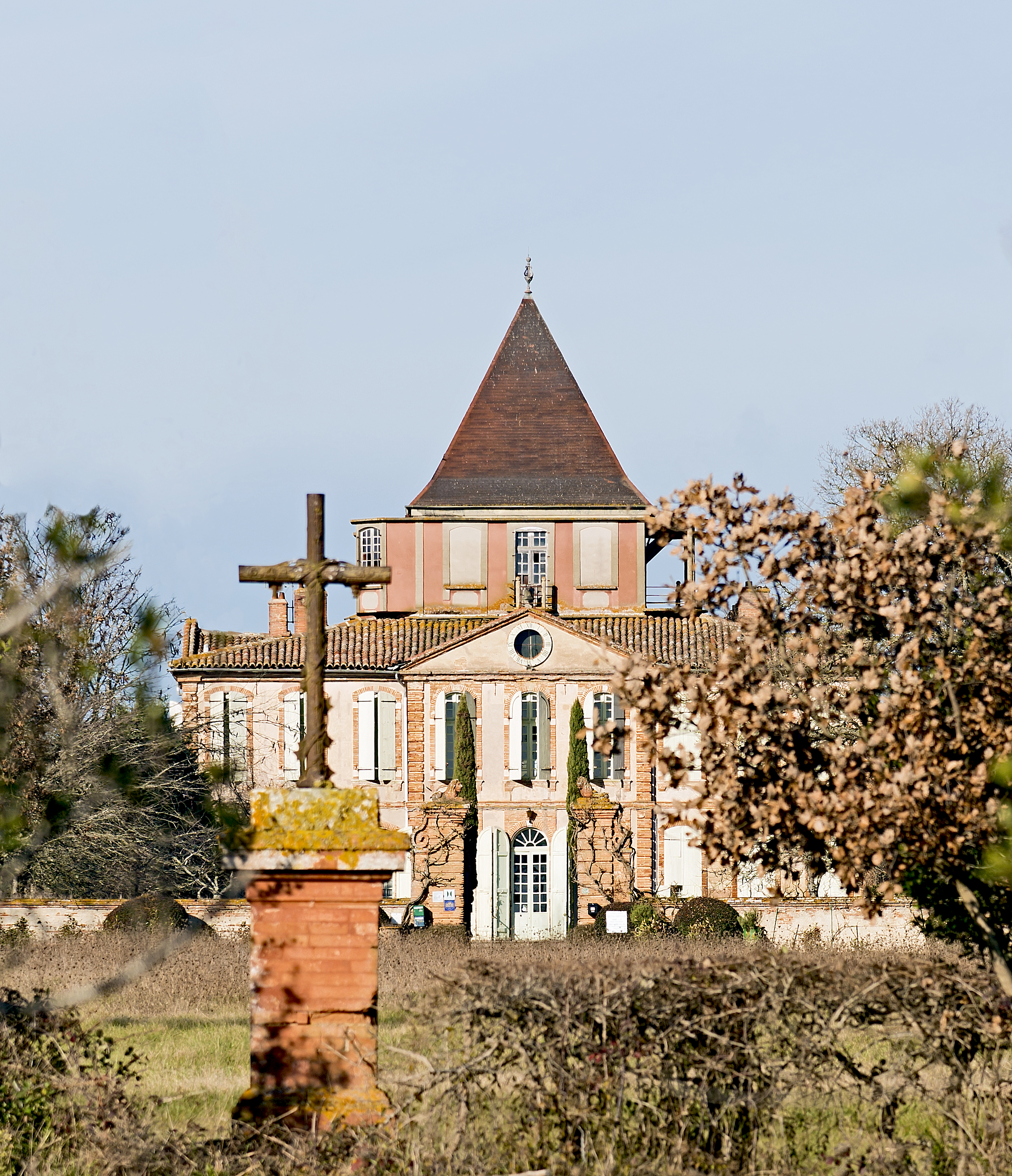
Slott.
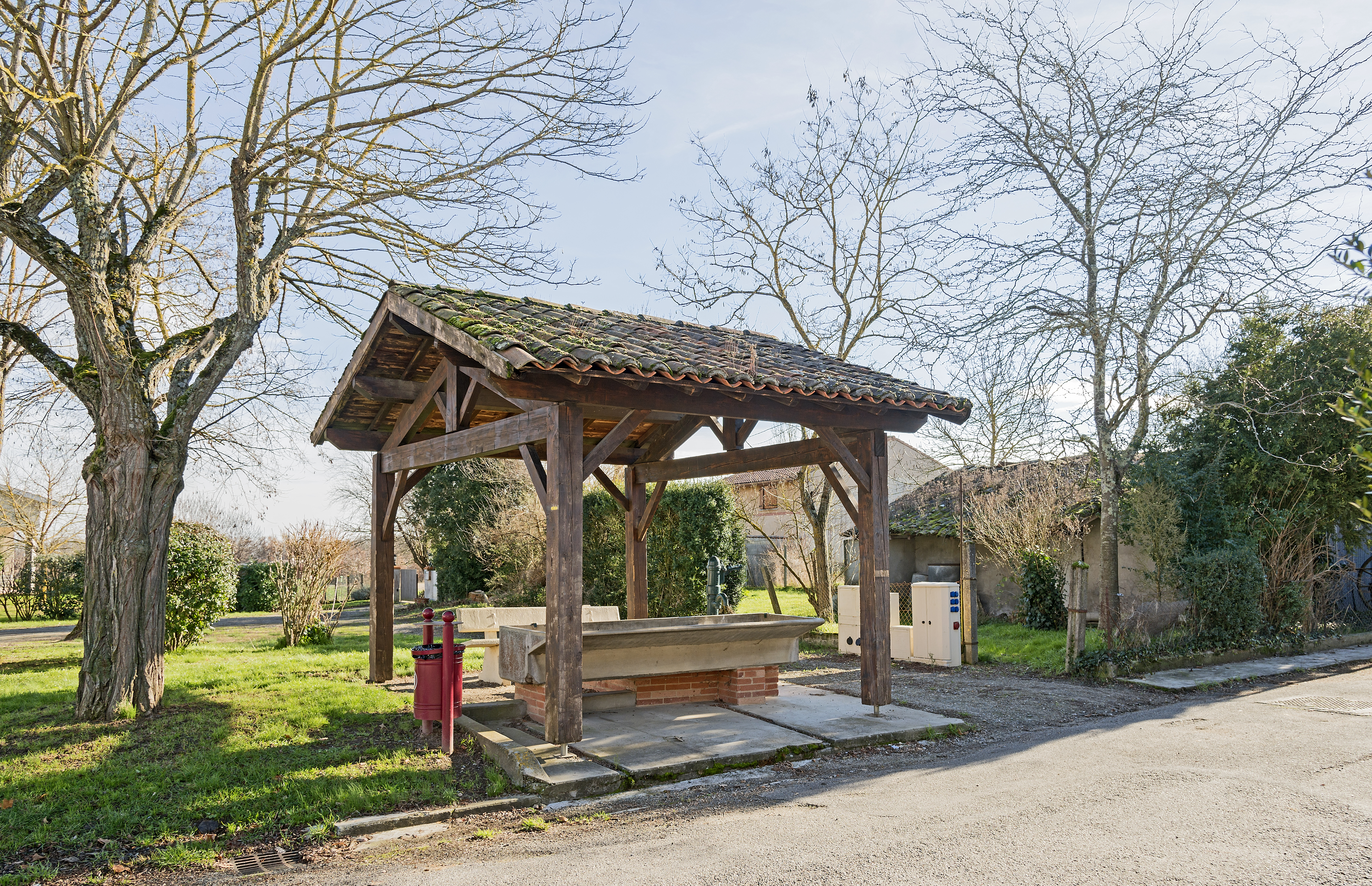
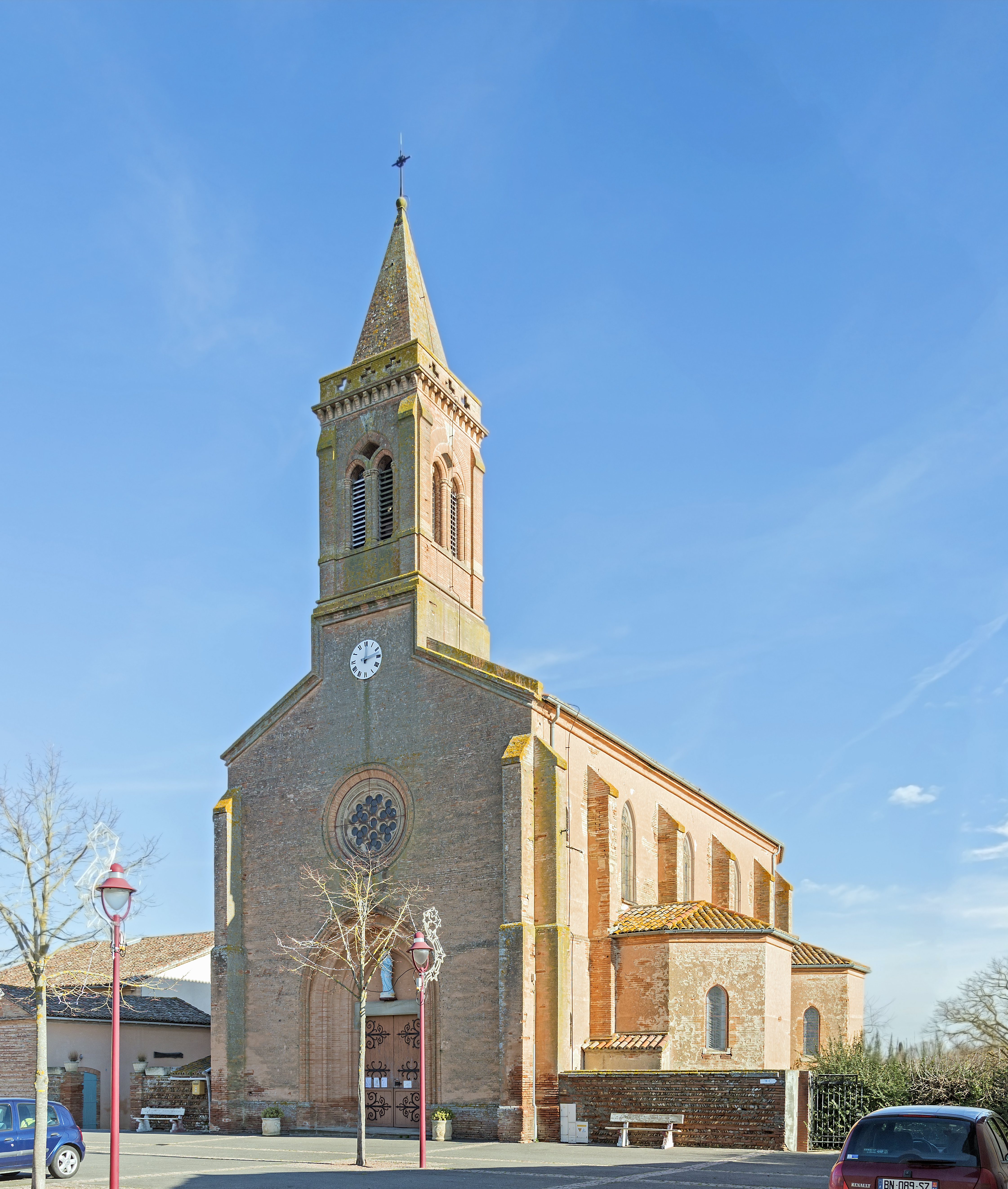
Kyrkan.